# 滲流力學
滲流力學是流體力學的一個分支，主要研究流體在多孔介質中的運動方式。由於多孔介質之間的空隙尺寸微小，因此滲流力學具有毛細作用突出、分子力作用顯著和流動阻力較大等特性，因此流動速度往往比較慢，另外慣性力也可忽略不計。

## 發展
滲流力學最早是在 法國工程師H·P·G·達西在1856年公布了水通過均勻砂層滲流的線性定律之後，滲流理論即從此開始發展。而到1930年代，因為開發油田，逐步發展多相滲流理論。而到了1960年代之後，滲流力學就開始迅速的發展。